# Liste de chansons ayant trait aux psychotropes
 (octobre 2018).
Si vous disposez d'ouvrages ou d'articles de référence ou si vous connaissez des sites web de qualité traitant du thème abordé ici, merci de compléter l'article en donnant les références utiles à sa vérifiabilité et en les liant à la section « Notes et références ».
Cette page liste des chansons ayant trait aux psychotropes. Elle inclut des chansons strictement liées aux drogues, au trafic et à l'usage de ces substances.
Toutes ces chansons sont listées par ordre alphabétique dans les différentes sections sur les produits. Cette liste ne prétend pas être exhaustive.

## Alcool

### 0-9
- 40oz — D-12

### A
- À jeun — Jacques Brel [Jacques Brel / Gérard Jouannest ; 1967]
- Alabama Song - The Doors
- Alcohol — Beck
- Alcohol — Barenaked Ladies
- Alcohol — Charged GBH
- Alcohol — Cansei de Ser Sexy (CSS)
- Alcohol - Gogol Bordello
- Alcohol — The Kinks
- Alcohol — The Spécial AKA
- Alcohol blind - Drowning Pool
- Alcoholic — Starsailor
- L'alcool rend con — Les Betteraves
- Alcoolo — Raggasonic
- Alka-Seltzer - Svinkels
- Amsterdam — Jacques Brel [1964]
- An Attempt To Tip The Scales — Bright Eyes
- Anesthetize - Porcupine Tree
- Arc Of Time — Bright Eyes
- Arrested for driving while blind - ZZ Top
- L'Auto-stoppeuse — Renaud [1980]

### B
- Bacardi — Nada Surf
- Beer Beer — Korpiklaani
- Beer Drinkers And Hell Raisers — ZZ Top
- Beer Girl — 2 Stone 2 Skank
- Betty — Saez
- La Bière — Jacques Brel [1968]
- La Bière — Les Garçons Bouchers[1]
- Le Bistrot — Georges Brassens [1960]
- Blueberry yum yum — Ludacris
- Bob — NOFX
- Bois mes paroles — Svinkels
- Bonzaïon - Loco Locass
- Booze Me Up and Get Me High — Ween
- Born To Die — Lana Del Rey
- Bourré bourré ratatam — Les Garçons Bouchers
- Bring us pints of Beer — Korpiklaani
- Burn It to the Ground –  Nickelback
- Buvons vin de Clisson — Tri Yann

### C
- C'est mon dernier bal —  Renaud [1978]
- Ça je ne l’ai jamais vu —  Graeme Allwright [1966]
- Cendrillon -- Téléphone [1982]
- Chasse, Pêche et biture — Les Fatals Picards
- Chien d'ivrognes — Allain Leprest [1994]
- Cigarettes and alcohol - Oasis
- Cigarettes, whisky and wild women - Sons of the Pioneers [ Tim Spencer ; 1947 ] 
  - traduite sous le titre  Cigarettes, whisky et p'tites pépées, plusieurs interprètes l'ont enregistrée, comme Philippe Clay, Annie Cordy, Guy Marchand, Eddie Constantine, Gilles Dreu, Claude Carrère, Buzy ou Lucky Blondo.
- Coco - O.T. Genasis
- Colt 45 — Afroman
- Cocaine Blues - Johnny Cash et reprises :
  - Woody Guthrie (1944)
  - Hank Thompson (1959)
  - Hylo Brown (1963)
  - Townes Van Zandt (1973)
  - George Thorogood and The Destroyers (1978)
  - Uncle Tupelo (live versions 1988–1993)
  - Hank Williams III (1999)
  - Electric Frankenstein (2001)
  - Eddie Spaghetti (2003)
  - Joaquin Phoenix – two versions for Walk the Line film soundtrack (2005)
  - The Loved Ones (2008)
  - Merle Haggard (2011)
  - Merle Travis
- Commando Pernod — Bérurier Noir
- Copyright apéro mundi — Hubert-Félix Thiéfaine
- C-real killer — Svinkels
- Cultivateur moderne — Pierpoljak
- Chandelier - Sia
- Cocaine In My Brain - Dillinger

### D
- Le Délire de deux alcooliques - Les Ogres de Barback
- Demon Alcohol — Ozzy Osbourne
- Des trous dans la tête — Orelsan
- Désolé pour hier soir — Tryo
- Docteur Renaud, Mister Renard - Renaud [ Renaud Séchan / Jean-Pierre Bucolo ; 2003 ]
- Le Diable dans la bouteille — Juliette [2013]
- Donne du rhum à ton homme — Georges Moustaki
- Donnez nous des bars — Soldat Louis
- Drink — Alestorm
- Drink! — They Might Be Giants
- Drinkin' Wine Spo-Dee-O-Dee — Stick McGhee
- Drive Better Drunk — Afroman
- Drunken Sailor — The Irish Rovers (en)
- Drunk In The Morning — Kid Rock
- Drunk Kid Catholic — Bright Eyes
- Du beaujolais - Les Garçons Bouchers[1]
- Du rhum, des femmes — Soldat Louis
- Dames blanches — Sefyu

### E
- Et je bois — Yves Jamait
- El urgencia — Hollywood Undead
- Encore un rhum - Soldat Louis
- Everyday I'm drinking — Little Big

### F
- Feb 15th — Bright Eyes
- Fear Of A Blank Planet - Porcupine Tree
- Fonceder - MZ
- La Fée verte - Kasabian
- La Fille à Qui je pense — Johnny Hallyday

### G
- Gin and Juice — Snoop Dogg
- Go to Work Wasted — NOFX
- Le Grand Pan — Georges Brassens [1965]
- Green eyed love — Mayer Hawthorne

### H
- Happy hour — Svinkels
- Hit The Switch — Bright Eyes
- Hitchin a Ride — Green Day
- Hits from da bong — Cypress Hill
- Humble Thought — Sizzla

### I
- If Winter Ends — Bright Eyes
- I Got One For Ya — Kid Rock
- I Gotta Get Drunk — George Jones et Willie Nelson
- Alcohol the Seed — Swans
- I Need Some Fine Wine and You, You Need to Be Nicer — The Cardigans
- Ils étaient cinq — Barbara [ Remo Forlani / Barbara ; 1970 ]
- Intoxicated Man — Serge Gainsbourg
- It's Cool, We Can Still Be Friends — Bright Eyes (whisky)
- I Drink Alone — George Thorogood
- L'Ivrogne — Jacques Brel [ Jacques Brel / Gérard Jouannest - François Rauber ; 1961 ]

### J
- Je bois  — Boris Vian
- Je bois et je suis le roi — Gogol Premier
- Je descends le bar — Pierpoljak
- J'suis F — Tout simplement noir
- Je suis sous... — Claude Nougaro
- Jef — Jacques Brel [1964]

### K
- La Kermesse — Allain Leprest [1986]

### L
- La La Land - Green Velvet
- Légalisez l'héroïne — Vulgaires Machins
- Let's All Get Drunk — Afroman
- Let's Drink — Korpiklaani
- Let's Go Get Stoned — Joe Cocker
- Love me — Lil Wayne
- L’histoire d’un ado -Zgroop

### M
- Mad solar - Kid Cudi
- Manger c'est tricher - Les Casseurs Flowters
- Man Overboard — Blink-182
- Marée Basse — Les amis d'ta femme
- Marijuana —  Mononc' Serge
- Marijuana —  Mononc' Serge et Anonymus
- Marijuana — Kid Cudi
- Marijuana — Linval Thompson
- Marijuana— Rilès
- Marijanig — Les Ramoneurs de menhirs
- Mary—  Black Bomb A
- Mon bistrot préféré - Renaud [ Renaud Séchan / Jean-Pierre Bucolo ; 2003 ]
- Mr. Tambourine Man — Bob Dylan
- Monsieur Capone — Barbara [ François Wertheimer / Barbara ; 1973 ]
- Must be the Ganja - Eminem

### N
- Nightrain — Guns N' Roses
- Non non non non (je ne suis plus saoul) — Miossec (la plupart des chansons de l'album Boire font référence à l'alcool)
- Nyctalopus Airline — Hubert-Félix Thiéfaine

### O
- Obsession 68 — Sophie Makhno
- Olga — Juliette Gréco
- Old time sake - Eminem

### P
- Pass It Around — The Donnas
- Pass the Courvoisier — Busta Rhymes
- Les Paumés du petit matin — Jacques Brel [1962]
- Pauvre Lelian — Allain Leprest [2008]
- Petite Messe solennelle — Juliette [2008]
- Pochtron — Renaud
- Poison whisky — Lynyrd Skynyrd

### Q
- Quand ton père t’engueule - Les Casseurs Flowters

### R
- Red Red Wine — Neil Diamond reprise ensuite par UB40
- Rhum-Pomme — Juliette [2011]
- Richard — Léo Ferré (1973)
- Robert  — Les Fatals Picards
- Roll Me Up — Willie Nelson avec Snoop Dogg, Kris Kristofferson
- La Rose, la bouteille et la poignée de main — Georges Brassens [1969]
- Rehab - Amy Winehouse
- Rue Blondin — Allain Leprest [1992]
- Rue d'la soif — Saez

### S
- Sacrée bouteille — Graeme Allwright
- Sadism — AYA
- Saint Max — Allain Leprest [1988]
- Seeing double at the triple rock - NOFX
- Seven Drunken Nights — The Dubliners
- Sex, accordéon et alcool — Java
- Six roses — Annie Cordy
- Smoke weed every days - Snoop Dogg
- Sober- Demi Lovato
- Sober - Pink
- Sober - Tool
- Sober Song — Noir Désir
- Social Disease — Elton John
- Soirée ratée — Orelsan
- Soleil immonde — Renaud [ paroles et musique Coluche ; 1981 ]
- Soma — The Strokes
- Southern State — Bright Eyes
- Spark Another Owl — Cypress Hill
- Sur la colline — Thomas Winter et Bogue
- Sweet Leaf — Black Sabbath

### T
- Take it off - The Donnas
- Ta Katie t'a quitté - Boby Lapointe
- Tapis rouge — Svinkels
- Le Temps de finir la bouteille — Allain Leprest [2005]
- Tennessee Jed — Grateful Dead (Jack Daniels whiskey)
- Tequila — Korpiklaani
- Tequila Sunrise - Cypress Hill
- The Bottle — Gil Scott Heron
- The Glass Prison — Dream Theater
- The Golden Age of Grotesque — Marilyn Manson (absinthe)
- The House of the Rising Sun — The Animals
- The Irony Of It All — The Streets
- The Perfect Drug — Nine Inch Nails (absinthe)
- The Vanishing Act — Bright Eyes
- The wine song — The Cat Empire
- The worst hangover ever — The Offspring
- Tired Fe Lick Weed In A Bush — Inner Circle
- Too Drunk To Fuck — Dead Kennedys
- Trois matelots — Renaud [1985]
- Tubthumping — Chumbawamba

### U
- Un verre de whisky - Monty

### V
- Vas-y mollo Quasimodo — Allain Leprest [1992]
- Viens boire un p'tit coup à la maison —  Licence IV
- Le Vin — Georges Brassens
- Le Vin de l'assassin — Charles Baudelaire et Léo Ferré (1967)
- Vodka — Korpiklaani
- Vodka — Odezenne

### W
- We Are Nowhere and It's Now — Bright Eyes
- Weed vs. Beer — Dilated Peoples
- Well Whiskey — Bright Eyes
- We Used to Vacation —  Cold War Kids
- What good can drinking do — Janis Joplin
- Whiskey In The Jar — traditionnel irlandais (repris entre autres par Thin Lizzy ou Metallica)
- Whiskey And Wine — Matt Costa
- White light —  Gorillaz
- Wiskey Man — The Who (John Entwistle)
- Wódka — Kult
- Wooden Pints — Korpiklaani

## Amphétamines
- Amphetamine Annie —  Canned Heat
- Artificial Energy — The Byrds
- Black Betty — Ram Jam
- C'est plus fort que toi — Volo
- Cut My Hair — The Who
- Drug Me — The Dead Kennedys
- I'm One — The Who (descente d'amphétamines)
- Let's Speed — Angelic Upstarts
- Me estoy quitando — Extremoduro
- Mother's Little Helper — The Rolling Stones
- Motörhead — Lemmy Kilmister
- Raw Power — Iggy and the Stooges
- Shoot Speed Kill Light — Primal Scream
- Totally Wired — The Fall
- White Light/White Heat — The Velvet Underground

## Cannabis

### 0-9
- 4-20 — Method Man, Street Life & Carlton Fisk
- 4-2-0 — Kottonmouth Kings
- 1/2 On A Bag Of Dank — Master P
- 3 Couleurs — Oldelaf et Monsieur D

### A
- Acid Raindrops — People under the stairs
- Addicted  - présent dans l'album Back to Black d'Amy Winehouse
- Adios Zapata — Renaud
- A Passage to Bangkok — Rush
- Amnésia - Nessbeal
- Amnésia - Jul
- And It Stoned Me — Van Morrison
- Au summum — 113
- And I Smoke — Oai Star
- Avec Simone — Marcel et son Orchestre
- Avec un H — Les Fatals Picards

### B
- Bad Weed Blues — Bone Thugs-N-Harmony
- Back From The Dead — Kid Rock
- Because I got high — Afroman
- Big Tree - Stand High Patrol
- Blaze It — Bone Thugs-N-Harmony
- Blow My Buzz — D-12
- Blueberry Yum Yum — Ludacris
- Bonne Weed — Taïro
- Bonzaïon — Loco Locass
- Boom Draw — Julian Marley
- Born 2 go high — Lyricson
- Bourrée de fond de bag — Pépé et sa guitare
- Brown Sugar — D'Angelo
- Buddha Lovers — Bone Thugs-N-Harmony
- Burn one down — Ben Harper
- Burn This MF Down - Angerfist
- Bons baisers d'Amsterdam — Billy Ze Kick et les Gamins en Folie
- Bowl For Two — The Expendables

### C
- Ca sent la Skunk — Aelpéacha & J'L'Tismé
- Cali-O — Too $hort
- California - Wiz Khalifa
- Cannabis — Nino Ferrer[1]
- Cannabis — Serge Gainsbourg
- Cannabis — Ska-P
- Cannabis — Ludwig von 88
- Canibis - Eminem
- Cheeba Cheeba — Tone-Loc
- Chalawa (Génération H) - Yaniss Odua
- Champagne and Reefer — Muddy Waters
- Chocolat — Roméo Elvis
- Chocolat — Thomas Fersen
- Clandestino — Manu Chao
- Cloud 9 — B.o.B
- Coffee Shop — Taïro
- Coffeshop —  TTC
- Collie Weed — Barrington Levy
- Commissariat — Rasta Bigoud
- Como me Pongo — Ska-P
- Contretemps a la douane — Gnawa Diffusion
- Crazy Rap — Afroman
- Cultivateur Moderne — Pierpoljak
- Culture — Kana

### D
- Dans la rue Sherbrooke — Louis Chedid
- Da's Toch Dope Man! — Heideroosjes
- Dans mon char — Les Frères à Ch'val
- Dans mon HLM — Renaud
- Demain j'arrête — 113
- Déserteur — Renaud
- Dimanche aux goudes — Massilia Sound System
- Djembé Man — Les Fatals Picards
- DMV — Primus
- Don't Bogart that Joint — Little Feat
- Don't Step On The Grass, Sam — Steppenwolf
- Dopesmoker — Sleep
- Dope Smokin Moron — The Replacements
- Douanier 007 — Sinsemilia
- Drugs — Talking Heads[2]
- Dr. Greenthumb — Cypress Hill

### E
- Easy Skankin — Bob Marley
- El Ganja — Les Frères à Ch'val
- El Urgencia — Hollywood Undead
- Entre deux joints — Robert Charlebois
- Étienne — Guesch Patti

### F
- Fat Spliffs — Slightly Stoopid
- Faya Time — Blacko
- Feelin' It — Jay-Z
- Femme Libérée — Cookie Dingler
- La Fille du coupeur de joints — Hubert-Félix Thiéfaine
- Fuckin' Wit Dank — Ant Banks
- Fumo — Raspigaous
- Fried Day — Bizzy Bone
- Front Porch — Twista

### G
- Ganja Babe — Michael Franti
- Ganja Bus — Cypress Hill
- Ganja of Love — Jefferson Starship
- Ganja Smugglin' — Eek-A-Mouse
- Get High Tonight — Busta Rhymes
- Get Ready — Sublime
- Get Stoned — Hinder
- Gimme the Light — Sean Paul
- Gimme the Weed — Buju Banton
- Gin and Juice — Snoop Doggy Dogg
- Golden Brown — The Stranglers[2]
- Got to Get You into My Life — The Beatles
- Gotta Stay High — New Radicals
- Grass a l'herbe — Gnawa Diffusion
- Green Day — Green Day

### H
- H — Svinkels
- Hail the Leaf — Down
- Hamster Dam — Ravid'vour'voir
- Hash Pipe — Weezer (haschisch[1]
- Herbalist - Alborosie
- Herbman skank — Le peuple de l'herbe
- Heureusement qu'il y a de l'herbe — Georges Moustaki
- Herojuana — NOFX
- Higher Learning — Young Jeezy Feat. Snoop Dogg, Devin The Dude & Michel'le
- Histoire de ganja — Sinsemilia
- Hits from the Bong — Cypress Hill
- High Head Blues — The Black Crowes
- Higher than the Sun — Primal Scream
- Homegrown — Neil Young
- Homicide — Wiz Khalifa Feat. Chevy Woods
- How To Roll A Blunt — Redman
- Hydro — Octobre rouge
- High Grade — Jah Mason

### I
- I Just Want It All — Kid Ink
- I Get High — Styles P.
- I Got 5 On it — The Luniz
- I Like Marijuana — David Peel and the 360s
- I Love You Mary Jane — Sonic Youth & Cypress Hill
- I Need A Song (Feat. 14K)— Devin The Dude
- I Shot the Sheriff — Bob Marley
- I Wanna Get High — Cypress Hill
- I Want To Be A Hippy — Technohead
- Illegal Smile — John Prine
- Insane In The Brain — Cypress Hill
- I'm A Weed Plant — Fishbone
- It's From The Bong — Cypress Hill

### J
- J'ai 40 ans — Cayouche
- J'ai du fumer une merguez — Les Charlots
- J'ai r'trouvé ma boulette — Volo
- J'ai une copine — Pierpoljak
- Jamaïca — Percubaba
- James Bong - Wiz Khalifa
- Jimi Thing — the Dave Matthews Band
- Just My Paranoia — Afroman
- Je fume — Général Alcazar
- Je fume pour oublier que tu bois — Alain Bashung
- Je fume pu d'shit — Stupeflip[3]
- Je lâche pas — Lord Kossity
- J'refume du shit — Stupeflip
- Jolie Jeanne — Emma Daumas
- Johnny go! — Jean Leloup
- Just a poke — Sweet Smoke
- Juste une p'tite nuite — Les Colocs

### K
- Kanabyphilie — Freedom For King Kong
- Kana diskan — Rasta bigoud
- Katmandou Express — Sttellla
- Kaya — Bob Marley[1]
- Keep Floatin  — Mac Miller feat Wiz Khalifa
- Keep It Rollin — Kid Ink
- Keepin' Me High — MC Eiht
- Killin Brain Cells — Kid Rock
- Kings Blend — Kottonmouth Kings
- Kooloo Kooloo — Richard Desjardins
- Krazy — 2Pac
- Kronik — Lil' Kim (cannabis et sexe)
- Kush — Dr. Dre & Snoop Dogg & Akon

### L
- L'ami déchiré — Le Maximum Kouette
- L'apérispliff — 113
- L'apologie — Matmatah
- La 7e Compagnie en Jamaïque — Marcel et son Orchestre
- La Complainte de la défonce agricole — Yvon Étienne
- La Complainte du plombier — FFF
- La Formule Secrète — Assassin
- La fille du coupeur de joints — Hubert-Félix Thiéfaine
- La ganja — Ludwig von 88 (parodie de La bamba)
- La Java beuh — Les Clam's
- La main verte — Tryo
- La Marihuana — Flor del Fango
- La mongolienne — Svinkels
- La p'tite barette — Les Malpolis
- La sensi de la vreu — Pierpoljak
- La tension du bambou — Massilia Sound System
- La vache — GrimSkunk
- La weed brûle — Nuttea
- Laissez-moi fumer — Oai Star
- Last Dance with Mary Jane — Tom Petty
- Le Bruit Du Bang — La Ruda Salska
- Le Mixionnaire — Thomas Pitiot
- Le petit voisin — Jeanne Cherhal
- Le shit squad, puis Le retour du shit squad — IAM avec Fonky Family, Faf Larage, 3e Œil, K-Rhyme Le Roi
- Legalize It — Peter Tosh (chanson exigeant la légalisation du cannabis)[4]
- Legalize The Herb - Macka B
- Légalisez La Ganja — Raggasonic
- L'histoire d'un ado — ZGROOP
- Let Me Take A Lift — Yaniss Odua
- Let's Get High  — Mac Miller
- Let's Get Stoned — Sublime
- Let's Go Get Stoned — Ray Charles, ainsi que Joe Cocker
- Let's Roll Another One — Pink Floyd (jamais enregistrée ; transformé en Candy and a Currant Bun quand elle le fut)
- Liberté illégale — Mister Gang
- Light My Fire — The Doors
- Light Up — Styx
- Little Green Bag — George Baker Selection
- Love Stoned — Kid Cudi

### M
- Ma plante — Billy ze kick
- Marie — Vybz Kartel
- Marie-Hélène — Sylvain Lelièvre
- Marijuahop 2002 — Crystal Distortion (sample répétant « Marijuana »)
- Marijuana — Jacques Hustin
- Marijuana — Brujeria
- Marijuana — Cibo Matto
- Marijuana — Kid Cudi
- Marijuana — Mononc' Serge
- Marijuana — Phish
- Marijuana — Richie Spice
- Marijuana — The Fugs[1]
- Marijuana — Yelawolf
- Marijuana Hemp Reggae — Sinsemilia et Zebda
- Marijuana In Your Brain — Lords of Acid
- Marijuana In My Brain — Dillinger
- Maroc Sticky — Nessbeal
- Marrakesh Express — Crosby, Stills & Nash (hashish)
- Married to marijuana - Big L
- Martha — Jefferson Airplane
- Mary — Black Bomb A
- Mary Jane — Rick James
- Mary Jane — Spin Doctors
- Mary Jane — The Vines
- Mary Jane (I'm In Love With) — Coolio
- Mauvaise herbe (bleue) — Plume Latraverse
- Me gustas tu — Manu Chao
- Miss Perfect — South Park Mexican
- Mois d'août — Raspigaous
- Moist Vagina — Nirvana
- Mon pire ennemi — Sinik
- Mon voisin — Les Frères à Ch'val
- Mota — The Offspring
- Mottaka — Cheese
- Ms Jane — Kid Ink
- Must be the ganja - Eminem
- My mom - Eminem

### N
- No Sticks No Seeds — Kid Ink
- Nah Goa Jail — Peter Tosh
- Narcotic — Liquido
- No cocaïne - Alborosie
- Notorious Thugs — The Notorious B.I.G. feat. Bone Thugs-N-Harmony
- Nuage de fumée — Ideal J
- Nous fumes heureux — Les Clam's

### O
- OCB — Billy Ze Kick
- Officer — Slightly Stoopid
- On Point — House of Pain
- On The Porch Smokin Reefer — Twista

### P
- Pass Me Da Green — Master P
- Pass pass le oinj — NTM (chanson vantant le côté convivial du cannabis)[4]
- Pass the Dutchie — Musical Youth
- Pass the Kutchie — The Mighty Diamonds
- Party and bullshit  — The Notorious B.I.G.
- Peephole — System of a Down
- Pis si o moins — Les Colocs
- Plantation — Kana
- Plantes en vrac — Les Bidochons
- Pourquoi Pourquoi ne pas fumer ? — GrimSkunk
- Pocahontas — Ludwig von 88
- Pochtron (fume un joint, t'auras l'air moins con) — Renaud
- Poem to a horse - Shakira
- Projet Fonzdé Ganja — Wunjo
- Prop 215 — Eek-A-Mouse
- Puff Puff Pass — Busta Flex
- Puff the Magic Dragon — Peter, Paul and Mary
- Purple Haze — Jimi Hendrix[2]
- Pusherman - Curtis Mayfield[2]

### R
- Roll it up, light it up, smoke it up — Cypress Hill
- Rainy Day Women #12 & 35 — Bob Dylan
- Reefer Man — Cab Calloway
- Reefer Party — Wiz Khalifa
- Rip This Joint — Rolling Stones (chanson célébrant les qualités psychotropes du cannabis)[4]
- Riz Complet — Nino Ferrer
- Roll Another Number For The Road — Neil Young[1]
- Roll Up The Hootie Mac — Vanilla Ice
- Rollin' On The Island — Kid Rock
- Rouleurs À L'Heure — Saï Saï
- Rest Of My Life - Kottonmouth Kings

### S
- Sell Your Dope — Afroman
- Sème ! — Aya Waska
- Sense — Rasta bigoud
- Serenity — Popof
- Sinsemilla — Michael Rose
- Sinsimellia — The Expendables
- Sister Sleep — Rasputina
- Skunk funk — Svinkels
- Slow Motion — Third Eye Blind
- Smoke A Bowl — Sebadoh
- Smoke Two Joints — Sublime
- Smoke Everyday — Paul Wall Feat. Z-Ro & Devin The Dude (Version Album)
- Smoke Everyday — Paul Wall Feat. Nate Dogg (Sample de Smoke Weed Everyday) & Devin The Dude (Autre version, refrain modifié)
- Smokin — Boston
- Smokin Buddha — Bone Thugs-N-Harmony
- Smokin' in The Boys' Room — Brownsville Station, repris par Mötley Crüe
- Smokin' On  — Snoop Dogg & Wiz Khalifa
- Smoke Some Weed —  Ice Cube
- So High - French Montana & Curren$y
- So High — Tony Yayo Feat. Kokane
- Solexine et ganja — Hubert-Félix Thiéfaine
- Something About Mary — Wyclef Jean
- Special K — Placebo
- Spliff ball speed - Kana
- Stay Fly — Three Six Mafia
- Sticky Icky — Bone Thugs-N-Harmony
- Stoner's Anthem — Snoop Dogg
- Sunday Morning Coming Down — Kris Kristofferson, repris par Johnny Cash
- "Substance" - MZ
- Sweet Leaf — Black Sabbath
- Sweet Jane  — The Velvet Underground

### T
- Take a Stroll Through Your Mind — The Temptations
- Take Two And Pass — Gangstarr
- Tellement bon - Stupeflip
- That Good — Wiz Khalifa & Snoop Dogg
- The Irony Of It All — The Streets
- The Next Episode — Dr. Dre & Snoop Dogg
- The Pusher — Steppenwolf[2]
- The Reefer Song (Viper Mad Blues) — Fats Waller
- The Roach (The Chronic Outro) — Dr. Dre
- The Weedman — Lil Jon
- This Weed Is Mine — Snoop Dogg & Wiz Khalifa
- Todos — Les Cameleons
- Ton père est un croche — Mes Aïeux
- Tout le temps high — Sans Pression
- Trafic — 113
- Tuba la pipa — Massilia Sound System (sur un air traditionnel de farandole)
- Tumbleweed — Afroman
- Two Joints — South Park Mexican

### U
- Pushin — Bun B Feat. Scarface & Young Jeezy
- Un café un bat — Pépé et sa guitare

### V
- Variations Autour du Complexe d'Icare (l'intro) — Hubert-Félix Thiéfaine
- Viens fumer un p'tit joint — Bruno Blum

### W
- Weed — Bob Marley
- Weed — High & Mighty
- Weed Anthem - Baby G
- Weed Hand — Baby Bash
- Weed Song — Bone Thugs-N-Harmony
- Weed vs. Beer — Dilated Peoples
- Weedman — Bone Thugs-N-Harmony
- Weedo — Lofofora
- Weeds — Queen Adreena
- Weedub — Lofofora
- Week-end à Meda — Octobre rouge
- We'll Be Burning — Sean Paul
- Welcome To Tijuana — Manu Chao
- What Happened to You? — The Offspring
- White Girls — Cam'ron
- Who's Got The Herb — 311
- Who say herb na fe smoke — Pierpoljak

### Y
- Y'a ka rouler — Vincent Malone
- You Don't Know How it Feels — Tom Petty
- Young, Wild and Free — Wiz Khalifa & Snoop Dogg & Bruno Mars

## Cocaïne

### A
- Adrenaline — Rosetta Stone
- Angeeeer — Marvin Gaye
- All Down The Line — The Rolling Stones
- A line allows progress, a circle does not — Bright Eyes
- Alak Okan - Shaka Ponk

### B
- Bales of Cocaine — Reverend Horton Heat
- Bananas and Blow — Ween
- Be in Ly Video — Frank Zappa
- Big Shot — Billy Joel
- Bikeage — The Descendents
- Bitch — The Rolling Stones
- Blanche-Neige — Axelle Red
- Blinded by the Light — Bruce Springsteen, repris par Manfred Mann's Earth Band
- Bouncing Off the Walls — Sugarcult
- Break on Through (To the Other Side) — The Doors

### C
- Caina — Ruben Blades
- Can't You Hear Me Knocking? — Rolling Stones
- Casey Jones — the Grateful Dead
- Champagne, Cocaïne, Nicotine stains — Lydia Lunch
- Charlie — Red Hot Chili Peppers
- China Girl — David Bowie
- Cigaro — System of a Down
- Close To The Edge — Yes
- Cocaine — Eric Clapton[2]
- Cocaine — Grateful Dead
- Cocaine — Jackson Browne
- Cocaine — Jimi Hendrix
- Cocaine — J.J. Cale[5]
- Cocaïne — Raphaële Lannadère
- Cocaine — ZZ Top
- Cocaine and Camcorders — UNKLE avec South
- Cocaine Cowgirl — Matt Mays
- Cocaine & Gin — Death in Vegas
- Cocaine & Toupees — Mindless Self Indulgence
- Cocaine Blues écrit par T.J. Arnall d'abord enregistré par Roy Hogsed (en) et repris par Johnny Cash et Hank Williams III
- Cocaine Blues — Luke Jordan, repris par David Bromberg
- Cocaine Blues, une chanson traditionnelle enregistrée par lee Reverend Gary Davis, Bob Dylan, Dave Van Ronk, Nick Drake et Johnny Cash[2]
- Cocaine Blues — The Warlocks, à distinguer des autres chansons au même titre
- Cocaine Business — Noreaga
- Cocaine Decisions — Frank Zappa
- Cocaine Habit Blues — Memphis Jug Band, et aussi par The Grateful Dead
- Cocaine in my Brain — Dillinger[2]
- Cocaine Man — Baxter Dury
- Cocaine Rodeo — Mondo Generator
- Cocaine Socialism — Pulp
- Cocaïnomane — Les Vulgaires Machins
- Coco and Co —  Serge Gainsbourg[5]
- Cold Blooded — Rick James, repris par Ol' Dirty Bastard
- Cool The Engines — Boston
- Cookie — Jean Leloup

### D
- Dandy in the Underworld — T. Rex
- Days Before You Came — Placebo
- Der Kommissar — Falco
- Don't Stop Me Now — Queen
- Dopeman — N.W.A. (crack)
- Down in a Rabbit Hole — Bright Eyes
- Dr. Feelgood — Mötley Crüe[2]
- Drug Ballad — Eminem
- Du ferme — La Fouine

### E
- End Of The Line — Eric West

### F
- Feel Good Hit of the Summer — Queens of the Stone Age
- Figured You Out — Nickelback
- Flying High (In the Friendly Sky) — Marvin Gaye
- Free Cocaine — The Dwarves
- Fun With Drugs — Velvet Acid Christ
- For Your Life — Led Zeppelin

### G
- Geek Stink Breath — Green Day
- Genius of Love — Tom Tom Club
- Gimme Cocaïne — Punish Yourself
- Give It Away — Red Hot Chili Peppers
- Glamour Profession — Steely Dan
- Gold Dust Woman — Fleetwood Mac
- Gold Mine Gutted — Bright Eyes
- Ghetto Dope — Master P

### H
- H —  Svinkels
- Half on a Sack — Three 6 Mafia
- Happy Wacky Dust — Stanley Adams & Oscar Levant
- High Times — Jamiroquai
- Hitch A Ride — Boston
- Home of the Brave — Spiritualized
- Hysteria — Scooter
- Hotel California — The Eagles[5]

### I
- I Get a Kick out of You — Frank Sinatra, d'autres. (brève mention à la Cocaïne)
- I Hope I Didn't Just Give Away The Ending — New Radicals
- I'm A King Bee — Slim Harpo
- I need Drugs - Necro
- Invisible Touch — Genesis
- I'll Be Your Friend — Bright Eyes avec Neva Dinova en invitée

### J
- Just A Song Before I Go — Crosby, Stills & Nash (David Crosby avait une addiction à la cocaïne free base)
- Je roule avec le shit squad — IAM

### K
- Kids — Eminem
- Koka Kola — The Clash
- Kokain — Rammstein

### L
- L'Artiste — Claude Dubois
- Lady Divine - Johnny Hallyday (1981, album En pièces détachées)
- Life in the Fast Lane — Bright Eyes
- Life in the Fast Lane — Eagles
- Lit Up — Buckcherry
- Living Monstrosity — Death
- Lua — Bright Eyes
- Lysergia — Velvet Acid Christ
- La Blanche — Renaud
- La Guerre à la Drogue — Assassin
- La coco — Frehel

### M
- Master of Puppets — Metallica
- Megalomania — Black Sabbath
- Miami - Saez
- Moonlight Mile — The Rolling Stones
- More Bounce to the Ounce — Zapp & Roger
- Morning Glory — Oasis
- Mutter, der Mann mit dem Koks ist da — Falco
- My Fault — Eminem

### N
- Narcotic — Liquido
- Night of the Living Baseheads — Public Enemy
- Never Let Me Down Again — Depeche Mode
- New — No Doubt
- No Cocaine - Alborosie
- No Coke — Dr. Alban
- No Thing on Me (Cocaine Song) — Curtis Mayfield
- No Sugar tonight — The Guess Who

### O
- One Way Ticket — The Darkness
- Out Of Step — Minor Threat

### P
- Paris pas cher — Les Vieilles Salopes
- Peruvian Cocaine — Immortal Technique
- Powder — Three Six Mafia
- Powder — Yellowcard
- Pranging Out — The Streets
- Printemps blanc - Niro
- Psycho — System of a Down
- Petite conne — Renaud
- Pump It Up — Elvis Costello
- Pétasse blanche- 1995[6]

### Q
- Quiet Storm — Mobb Deep

### R
- Real Thing — Alice in Chains
- Rockin After Midnight — Marvin Gaye
- Rodéo — Zazie
- Ron's Got the Cocaine — Supersuckers
- Running to Stand Still — U2
- Rush Rush — Cam'ron

### S
- Sanctified — Nine Inch Nails
- Save Me — Shinedown
- Say No Go — De La Soul
- Shake the Dope Out — The Warlocks
- Should Have Stayed in the Shallows — Fear Before the March of Flames
- Sickman — Alice in Chains
- Slow Motion — Third Eye Blind
- Sludge Factory — Alice in Chains
- Smoking Buddah — Bone Thugs-N-Harmony
- Smuggler's Blues — Glenn Frey
- Snowblind — Black Sabbath
- Snowblind — Styx
- Snow Blind Friend — Steppenwolf
- Snow ((Hey Ho)) — Red Hot Chili Peppers
- Sometimes I Rhyme Slow — Nice & Smooth
- So Icy — Young Jeezy avec Gucci Mane en invité
- Soul Survivor — Young Jeezy avec Akon en invité
- Space Cowboy — Jamiroquai
- Spanish Moon — Little Feat
- Spent on Rainy Days — Bright Eyes and Britt Daniel
- Straight Edge — Minor Threat
- St. Jimmy — Green Day
- Sugar Blues — Thin Lizzy
- Sugarman — Sixto Rodriguez
- Superhuman — Velvet Revolver
- Sweet Cocaine — Fred Neil
- Swing on This — Alice in Chains

### T
- Tant de baisers perdus — Jacno
- Ten Crack Commandments — Biggie Smalls
- That Smell — Lynyrd Skynyrd
- The Joy in Forgetting, The Joy in Acceptance — Bright Eyes
- This Cocaine Makes Me Feel Like I'm on This Song — System of a Down
- This Boy — Franz Ferdinand
- Time Out Of Mind — Steely Dan
- Toy Soldiers — Martika
- 25 or 6 to 4 — Chicago

### U
- Untrust Us - Crystal Castles

### W
- White Devil — Alexisonfire
- The White Lady Loves You More — Elliott Smith
- White Line — Neil Young[5]
- White Line Fever — Motörhead
- White Lines (Don't Do It) — Grandmaster Flash and Melle Mel (Une chanson anti-cocaïne)
- Who's Got the Crack? — The Moldy Peaches
- White Lady White Powder — Elton John[2]
- Where Happiness Lives — Magnet (Even Johansen)
- White Slavery — Type O Negative
- Wild Horses — The Rolling Stones

### Y
- You Ain't Perfect — Young Jeezy
- You Prefer Cocaine — Vitalic
- Yü-Gung (Fütter Mein Ego) — Einstürzende Neubauten

## Crack
- Cluckers — C-Murder
- Crack Pipes — Sage Francis
- Crack Rock Steady — Choking Victim
- Everybody loves crack — DVDA
- Full Metal Jackoff — Jello Biafra/D.O.A.
- Ghetto D — Master P
- Grand Master Flash  — Grandmaster Flash & the Furious Five
- MTV Makes Me Want To Smoke Crack — Beck
- Night of the Living Baseheads — Public Enemy
- Paris pas cher — Les Vieilles Salopes
- White America - Eminem
- Éblouie par la nuit - Zaz

## Ecstasy
- Coloured City — Laurent Garnier
- Do Ecstasy With Me — The Magnetic Fields
- Ebeneezer Goode — The Shamen
- Ecstasy — Bone Thugs-N-Harmony
- Ecstasy — Megadeth
- Ecstasy— Chris & Cosey
- Ecstasy — Dolores O’Riordan
- Ecstasy — PJ Harvey
- Ecstasy — Lou Reed
- Ecstasy, You Got What I Need — Rob Gee
- Energy Flash — Joey Beltram
- Extacy — Infected Mushroom
- Extasy — Ja Rule
- Extazy — Tamtrum
- El Urgencia — Hollywood Undead
- Erotic City — Prince
- E-Talking — Soulwax
- For My People — Missy Elliott
- La La Land — Green Velvet
- Legalize It — The Lonely Island
- Let's get high — Dr Dre
- MDMA — Guizmo
- My molly — Ariel Pink & Sky Ferreira
- Parivélib' — Philippe Katerine
- Shockwave (Gesaffelstein Remix) — The Hacker
- Sorted for E's & Wizz — Pulp
- XTC — Boys Noize

## Hallucinogène
Cette partie concerne les chansons sur les hallucinogènes tels que le LSD, la DMT, le peyotl ou la mescaline, etc.

### A
- Ayahuasca Experience — Meshuggah
- The Acid Commercial — Country Joe and the Fish
- Alan's Psychedelic Breakfast — Pink Floyd
- And She Was — Talking Heads
- Angel Dust — Gil Scott Heron (PCP)
- Are We The Waiting — Green Day
- As The World Dies, The Eyes Of God Grow Bigger — Sebadoh (LSD)
- Away With The Faeries — Inkubus Sukkubus

### B
- Bat Country — Avenged Sevenfold
- Bike — Pink Floyd
- Blinded By the Light — Bruce Springsteen, Manfred Mann's Earth Band

### C
- Crystal Blue Persuasion — Tommy James and the Shondells

### D
- Day Tripper — The Beatles (LSD)[7]
- Divine Moments of Truth — Shpongle (DMT)
- Do You Feel Like We Do — Peter Frampton (PCP)

### E
- Eight Miles High — The Byrds (chanson vantant les mérites du LSD)[7]

### F
- 5D (Fifth Dimension) — The Byrds

### G
- Got to Get You into My Life — The Beatles
- Got Wet — Leak Bros.

### I
- I Am The Bullgod — Kid Rock
- I Can Hear The Grass Grow — The Move
- I Did Acid With Caroline — Daniel Johnston
- I Feel Free — Cream
- I'm In Touch With Your World — The Cars
- Incense and Peppermints — Strawberry Alarm Clock
- I Still Wonder — Love

### K
- Kid Charlemagne — Steely Dan[2]

### L
- Legend of a Mind — The Moody Blues
- Let's Do It — Beastie Boys (PCP)
- L.S.D. — Hallucinogen
- £.S.D - The Pretty Things[2]
- Lucy In The Sky With Diamonds — Beatles[1]

### M
- Mangez-moi ! Mangez-moi ! — Billy Ze Kick (champignon hallucinogène)[2]
- Mellow Yellow — Donovan
- Merry Jane — Redman Feat. Nate Dogg & Snoop Dogg
- Monsters In The Parasol — Queens of the Stone Age
- Mr. Tambourine Man — Bob Dylan
- My Fault — Eminem (Mushrooms)

### N
- No Sugar Tonight/New Mother Nature — The Guess Who
- No Time — The Guess Who

### P
- Pancake Breakfast — Kid Rock
- Papagenu (He's My Sassafrass) — Tenacious D
- Paper Sun — Traffic
- Paris pas cher — Les Vieilles Salopes (LSD entre autres)
- Purple Haze — Jimi Hendrix (chanson sur le LSD)[7]

### R
- Rainy Day Mushroom Pillow — Strawberry Alarm Clock
- Ride My See-Saw — The Moody Blues
- Rémy — Ludwig von 88

### S
- Salvia Divinorum — 1200 Micrograms
- Same as It Ever Was — House of Pain (PCP)
- Shroomz — Xzibit
- Speed King - Deep Purple[2]
- Starchild — Inkubus Sukkubus
- The Stars That Play with Laughing Sam's Dice — Jimi Hendrix
- Strawberry Fields Forever — The Beatles (LSD)[7]
- Sunshine Superman — Donovan

### T
- Teenie Weenie Boppie — France Gall (LSD)
- The Crystal Ship - The Doors (LSD)[7]
- Tomorrow Never Knows — The Beatles (LSD)[7]
- Trippin' Billies — Dave Matthews Band
- Try It — The Hollies
- Third Eye - Tool

### V
- Voir Thru — Leak Bros.
- Voyage au pays des vivants - Johnny Hallyday (1969, album Rivière… ouvre ton lit)

### W
- Waterworld — Leak Bros.
- Whatever That Hurts — Tiamat (Psilocybe)
- White Bird — The Incredible String Band
- White Rabbit — Jefferson Airplane (LSD)[7]
- Windowpane — Coil
- Windy — The Association
- World of the LSD User — Mushroomhead

## Kétamine
- Disassociative — Marilyn Manson
- Hourglass — At the Drive-In
- K-hole — CocoRosie
- Kids of the K-Hole — NOFX
- Lost in the K-Hole — The Chemical Brothers
- Spécial K — Placebo[2]
- Space Travel is Boring — Modest Mouse

## Médicamentspsychotropesdétournés
- Animal Nitrate — Suede
- Baby's Got a Temper — The Prodigy (Rohypnol)
- Better Living Through Chemistry — Queens of the Stone Age (dénonçant l'usage accepté et quotidien de médicaments psychotropes comme le Prozac)
- Give Me Novacaine — Green Day (Novocaïne)
- Holy Roller Novocaine — Kings of Leon (Novocaïne)
- I Wanna Be Sedated — The Ramones (Sédatifs)
- Jeanine médicament blues - Jean-Jacques Goldman
- Lithium — Nirvana (Lithium)
- Minuit 10 — Asyl (Barbiturique, Valium, Éphédrine, etc. )
- Neely O'hara — Bright Eyes (Somnifères)
- Novocaine for the Soul — Eels (Subutex)
- Paris pas cher — Les Vieilles Salopes (Subutex entre autres)
- The Dexedrine Ritual — Punish Yourself (Dexedrine)
- The Old Man Drag — The Pogues (Barbituriques)
- Vitamin V — Kristin Hersh (Valium)
- Deja vu - My Mom - I'm going through changes - My darling - Hello — Eminem (Valium)
- Mother's Little Helpers — The Rolling Stones
- Vitamin R — Chevelle (Ritaline)

## Méthamphétamine
- Brain stew — Green Day
- Geek Stink Breath — Green Day
- Semi-Charmed Life — Third Eye Blind
- The Speed of Pain — Marilyn Manson
- Methamphetamine — Eyehategod

## Opiacés:héroïne,opium

### 0-9
- 2x4 — Blind Melon

### A
- A Baltimore Love Thing — 50 Cent
- A Hard Rain's a-Gonna Fall — Bob Dylan
- Absinthe — Barbara [ Barbara / Barbara - Frédéric Botton ; 1972 ]
- Addicted to Chaos — Megadeth
- Adios — Rammstein (parle de la mort par surdose)
- Alameda — Elliott Smith
- Amandine II — Saez
- Aneurysm — Nirvana
- Angel — Sarah McLachlan
- Another Girl, Another Planet — The Only Ones
- Ashes to Ashes — David Bowie
- Au creux de ton bras - Mano Solo
- Aux sombres héros de l'amer — Noir Désir

### B
- Bad — U2
- Baltimore Love Thing — 50 Cent
- The Beast — The Only Ones
- Beetlebum — Blur
- The Bewlay Brothers — David Bowie
- Billy — Bad Religion
- Black Balloon — Goo Goo Dolls
- Blank Generation — Richard Hell and the Voidoids
- Bodhisattva — Steely Dan
- Brown Sugar — D'Angelo
- Brown Sugar — The Rolling Stones
- Brown Sugar — ZZ Top

### C
- California, Gracefully — Every Time I Die
- Call The Doctor — Spacemen 3
- Captain Jack — Billy Joel
- Carmelita — Warren Zevon
- Chase The Dragon — Beasts of Bourbon
- China Girl — David Bowie/Iggy Pop
- Chinese Rocks — The Heartbreakers[2] (repris comme Chinese Rock — The Ramones)
- Codine — Buffy Sainte-Marie (codéine)
- Codine — Donovan (codéine)
- Codéine — TTC (codéine)
- Cold Blue Steel and Sweet Fire — Joni Mitchell
- Cold Turkey — John Lennon
- Comfortably Numb — Pink Floyd (pas vraiment sur l'héroïne mais plutôt sur Roger Waters, lui-même qui se fait un shoot pour combattre l'hépatite avant un concert)
- Communication on Opium — Autumn
- Cop Shoot Cop — Spiritualized
- Cotton Fields — The Pogues

### D
- Dame Blanche — Sefyu
- Dancing On Glass — Mötley Crüe
- Dead Flowers — The Rolling Stones
- Dead Men Tell No Tales — Motörhead
- Diamonds and Guns — The Transplants
- Doctor Wu — Steely Dan
- Don't Bring Harry — The Stranglers
- Don't Mess With Doctor Dream — les Thompson Twins
- Drug Buddy — The Lemonheads
- Dumb — Nirvana

### E
- Encore un rhum — Soldat Louis

### F
- Fall to Pieces — Velvet Revolver
- Fire and Rain — James Taylor
- Fixing a Hole — The Beatles[1]

### G
- Gale — Jeanne-Marie Sens
- Givin' Up — The Darkness
- God Smack — Alice in Chains
- Golden Brown - The Stranglers

### H
- H. — Tool
- H-Eyes — The Ruts
- Habit — Pearl Jam
- Hand of Doom — Black Sabbath
- Happiness is a Warm Gun — The Beatles
- Hateful — The Clash
- He Knows You Know — Marillion
- Heroes — David Bowie
- Heroin - Lou Reed
- Heroin — The Velvet Underground[2]
- Heroin — John Frusciante
- Heroin Dreams — Life of Agony
- Heroin Face — The Cure
- Heroin Girl — Everclear
- Heroin Is So Passe — The Dandy Warhols
- Heroin or Suicide — Leftover Crack
- Heroin vs. Prozac — The Brian Jonestown Massacre
- Heroin vs. Prozac, Revisited — The Brian Jonestown Massacre
- Horses — Patti Smith
- Hurt — Nine Inch Nails, repris par Johnny Cash

### I
- I Believe in You — Talk Talk
- I'm Your Captain — Grand Funk Railroad
- I'm Waiting for the Man - The Velvet Underground (chanson sur un drogué attendant son dealer)[8]
- Instant Hit — The Slits
- I Will Be Grateful for This Day — Bright Eyes
- It's Not Enough — Heartbreakers

### J
- Jane Says — Jane's Addiction
- Jesus Shootin' Heroin — The Flaming Lips
- Jones Comin' Down — The Last Poets
- Jour De Chance — Les Rats
- Junkhead — Alice in Chains
- Junkie Man — Tim Armstrong
- Junkie Nurse — Royal Trux
- Junkie Slip — The Clash
- Just Like Tom Thumb's Blues — Bob Dylan
- Just One Fix — Ministry

### K
- Kings Crossing — Elliott Smith
- Kiss Me Deadly — Generation X
- Kicking the Gong Around — Cab Calloway (opium)
- Kickstart My Heart — Mötley Crüe
- Kokain — Rammstein

### L
- La ballade de Jim — Alain Souchon
- La blanche Renaud
- La Came — Rasta bigoud
- Laisse tomber Hélène — LIM
- Le Dragon - La Canaille
- Le Fardeau — Keny Arkana
- Le Sachet blanc — IAM
- Légaliser l'héroïne — Vulgaires Machins
- Le Marseillais — Abd al Malik
- Les Écorchés — Noir Désir
- Let It Flow — Spiritualized
- Let's Go Get Stoned — Ray Charles
- Like a Rolling Stone — Bob Dylan
- Love in Vein — Skinny Puppy
- Luck's Up — Public Image Ltd.
- Lust for Life — Iggy Pop
- Looking for a Kiss — The New York Dolls
- La Belle et la Bête  — Babyshambles
- " Les dégâts de la drogue" -Krysis/ KLS

### M
- Mainliner — Social Distortion
- Master of Puppets — Metallica
- The Man — Megadeth
- Mango Song, The — Phish
- Medication — Spiritualized
- Mr. Brownstone — Guns N' Roses (sur le dealer d'héroïne du même nom, fournisseur du groupe)[8]
- Mojo Pin — Jeff Buckley
- Mon héroïne — Pierrick Lilliu
- Monkey Man — Rolling Stones
- Monsieur Capone — Barbara [ François Wertheimer / Barbara ; 1973 ]
- Mountain Song — Jane's Addiction
- Mutiny in Heaven — The Birthday Party
- My Sweet Prince — Placebo
- My Lady Heroine - Serge Gainsbourg
- My Mom - Eminem

### N
- Naked in the Rain — Red Hot Chili Peppers
- The Needle and the Damage Done — Neil Young[3]
- The Needle and the Spoon — Lynyrd Skynyrd
- Not an Addict — K's Choice
- Needle in the Hay — Elliott Smith
- Nice Boys — Rose Tattoo
- Not If You Were the Last Junkie on Earth — The Dandy Warhols
- Nurture my Pig — Reverend Horton Heat
- The Needle Lies — Queensrÿche
- Numb — U2

### O
- OD Catastrophe — Spacemen 3
- Ode to Street Hassle — Spacemen 3
- Old Fashion Morphine — Jolie Holland
- One Track Mind — The Heartbreakers
- One Way Ticket — The Darkness
- Opium — Jacques Dutronc
- Opium — Marcy Playground
- Opium — Moonspell
- Opium Shuffle — Death in Vegas
- Opium Trail — Thin Lizzy
- Otherside — Macklemore

### P
- Paris pas cher — Les Vieilles Salopes (héroïne entre autres)
- Parker's Band — Steely Dan
- Passenger — Grateful Dead
- Perche lo fai — Marco Masini
- Perfect Blue Buildings — Counting Crows
- Perfect Day — Lou Reed
- Pink Turns to Blue — Hüsker Dü (OD, héroïne)
- Poison Was the Cure — Megadeth
- Poison Oak — Bright Eyes
- Pool Shark — Sublime
- Poppies — Marcy Playground
- Purple Pills — D-12
- Puff Puff Pass — Young Buck ft. Kynja Marley

### Q
- Que sont-elles devenues ? - Saez

### R
- Redneck Rampage — Jello Biafra
- Real Thing — Alice In Chains
- Rimbaud — Allain Leprest [1988]
- Rock 'N' Roll Heart — Eric Clapton
- Run Run Run — The Velvet Underground
- Running to Stand Still — U2

### S
- Sam Stone — John Prine
- Self Destruct — Staind
- Serais-tu là — Mylène Farmer
- Setting Sun - The Chemical Brothers[3]
- She's Like Heroin — System of a Down
- She Talks to Angels — The Black Crowes
- Signed D.C. — Love
- Sister Midnight — Iggy Pop
- Sister Morphine — The Rolling Stones (coécrit avec Marianne Faithfull)[2]
- Sister Ray — The Velvet Underground
- Sledgehammer — Peter Gabriel
- Slither — Velvet Revolver
- Slow Motion — Third Eye Blind
- Smack Jack — Nina Hagen
- Snow — Red Hot Chili Peppers
- Soul Auctioneer — Death in Vegas
- Soul to Squeeze — Red Hot Chili Peppers
- Some Candy Talking — The Jesus and Mary Chain
- Space Oddity — David Bowie
- Speed My Speed — Alain Kan
- Sue — The Brian Jonestown Massacre
- Sunday's Slave — Nick Cave and the Bad Seeds
- Sweet Morpheus — Inkubus Sukkubus

### T
- Teaspoon - Can
- Temporary Remedy — Ben Harper
- Tension Head — Queens of the Stone Age
- The Dope Feels Good — The Warlocks
- These Blues — Spiritualized
- Things'll Never Be The Same — Spacemen 3
- Through With Buzz — Steely Dan
- Tom Violence — Sonic Youth
- Tombstone Blues — Bob Dylan
- Tonight's the Night — Neil Young
- Too High Too Fly — Dokken
- Too Much Junkie Business — The Heartbreakers
- Tragick Magick — Dr. John avec Hank Crawford
- There She Goes — The La's[3]

### U
- Under the Bridge — Red Hot Chili Peppers
- USA — The Pogues
- Use the Man — Megadeth

### V
- Voodoo — Godsmack

### W
- Waiting for the Man — The Velvet Underground
- We'll Have a Riot Doing Heroin — The Queers
- White Horse — Laid Back
- White Lady Loves You More — Elliott Smith
- White Light, white Heat — The Velvet Underground
- White Punks on Dope — The Tubes
- Wild Horses — The Rolling Stones
- World's on Heroin — ALL
- Would? — Alice in Chains

### Y
- Your Own Backyard — Dion DiMucci

### Z
- Zenobe — Renaud (sur l'album Les introuvables)

## Divers
Cette partie concerne les chansons à propos des psychotropes non listés précédemment ou des chansons à propos des drogues en général.

### 0-9
- 12 Days of Christmas — Tenacious D
- 33 1/3 — The Jesus and Mary Chain
- 5.15 — The Who (Uppers and downers)

### A
- A Day in the Life — The Beatles[1]
- A New Low in Getting High — Brian Jonestown Massacre
- Alabama Song (Whiskey Bar) — Kurt Weill et Bertolt Brecht
- Along Comes Mary — The Association
- Always Crashing in the Same Car — David Bowie (à propos de la rechute dans la drogue)
- Apocalypticodramatic - Tryo (2003 - album Grain de sable)
- A Spindle, a Darkness, a Fever, and a Necklace — Bright Eyes (sur l'usage de drogues en général)
- Aux enfants de la chance — Serge Gainsbourg

### B
- Battersea — Hooverphonic
- Been Smoking Too Long — Nick Drake
- Benzin — Rammstein (sur les solvants, mais mentionne aussi l'héroïne, l'alcool, la nicotine et la cocaïne et d'autres)
- Bless Da 40 Oz — Bone Thugs-N-Harmony
- Blinded by the Lights — The Streets
- Brand New Key — Melanie
- Breaking the Habit — Linkin Park
- Breaking Glass — David Bowie (à propos de la rechute dans la drogue)
- Brigade des stups — Serge Gainsbourg

### C
- Cannabis — Nino Ferrer (énumération de drogues)
- Carbona Not Glue — The Ramones (solvants)
- Champagne Supernova — Oasis
- Children's Crusade — Sting (trafic de drogue)
- Chocolat — Thomas Fersen (Trafic de drogue)
- Cigarettes and Alcohol — Oasis (alcool, nicotine, cocaïne)[1]
- Clint Eastwood — Gorillaz
- Cloud Nine — The Temptations
- Clean — Depeche Mode
- Combination — Aerosmith
- Commercial for Levi — Placebo
- Crossfire  — Stevie Ray Vaughan

### D
- Datura Dream — Tamtrum (sur la Datura)
- Dealer — Pierre Perret
- Des Drogues - Saez
- Doctor Jimmy — The Who (sur les amphétamines et l'alcool)
- Doctor Robert — The Beatles (sur les dealers)[2]
- Doctor Stone — The Leaves (sur les dealers)
- Don't Leave Home — Dido (sur l'addiction)
- Dope - Lady Gaga
- Dope Hat — Marilyn Manson
- Dried Up, Tied and Dead to the World — Marilyn Manson
- Druganaut — Black Mountain
- Drug Buddy — Evan Dando & Juliana Hatfield
- Drug Train — The Cramps[3]
- Drugs Are Good — NOFX
- Drugs or Me — Jimmy Eat World

### E
- Everything Must Belong Somewhere — Bright Eyes (alcool, LSD)

### F
- Fais ce que je dis (pas ce que je fais) - Johnny Hallyday (1979, album Hollywood)
- Feel Good Hit of the Summer — Queens of the Stone Age (nicotine, Valium, Vicodin, marijuana, ecstasy, alcool, cocaïne)
- First It Giveth — Queens of the Stone Age
- Flippo — Percubaba
- Flying High Again — Ozzy Osbourne
- Flossin' — Mike Jones f./Mig Moe
- Fluffhead — Phish (« But I've got some powerful pills. »)
- Frittering — Mercury Rev
- Fume — Beck (protoxyde d'azote)

### G
- Ganz Wien — Falco (rimes avec Mozambine (méthaqualone), codéine, héroïne, cocaïne et formalin (formaldehyde))

### H
- Handshake Drugs — Wilco
- Hashish —  BO de Hair (énumération de drogues)
- Here Come the Nice — Small Faces (sur les dealers)
- Hi, Hi, Hi - Paul McCartney et les Wings[1]
- Higher Power — Boston
- Honey, This Mirror isn't Big Enough for the Two of Us — My Chemical Romance

### I
- I Don't Like the Drugs (But the Drugs Like Me) — Marilyn Manson
- I'm Straight — The Modern Lovers (anti-drogue)
- I Need Drugs — Necro
- Intoxication — Disturbed
- I've Had Enough — The Who (référence à des Pills)
- I Want a New Drug - Huey Lewis[2]
- I Was Thinking I Could Clean Up for Christmas — Aimee Mann

### J
- Jaded — Green Day

### K
- Keep the Customer Satisfied — Simon and Garfunkel (trafic de drogue)
- King Midas in Reverse — The Hollies (addiction)

### L
- La Came — Daniel Helin
- Lacquerhead — Primus (solvants)
- Le blues du toxicomane — Svinkels
- Les Dingues et les paumés - Hubert-Félix Thiéfaine
- Let's Not Shit Ourselves (to Love and to Be Loved) — Bright Eyes
- Lieber Tee — Die Ärzte
- Limb — Limb — Sebadoh
- Loose Leaves — Bright Eyes (alcool, prescription de drogues)
- Luv 'n' Haight — Sly and The Family Stone

### M
- Maman flashe et Papa flippe — Richard Gotainer
- Medication — The Chocolate Watchband (à propos des Pills)
- Medicine Jar — Wings (sur l'abus de médicaments et ceux qui en sont morts)
- Mercy Me — Alkaline Trio
- Mistress — Disturbed
- Monkey — George Michael (addiction aux drogues dures)
- Morphine — Michael Jackson (addiction à la morphine et au demerol)
- Mother's Little Helper — The Rolling Stones (tranquillisants, amphétamine)

### N
- New Kind of Kick — The Cramps (Assortiment de drogue, protoxyde d'azote)
- Nic Fit — Sonic Youth (tabac)
- Night After Night (Out of the Shadows) — The Rasmus
- No Lies, Just Love — Bright Eyes (pilules, alcool)
- No Mean City — Nazareth
- No One Knows — Queens of the Stone Age
- Nobody's Fault But Mine — Led Zeppelin (addiction)
- Nobody Home — Pink Floyd (Nicotine stains on my fingers)
- Normal — Porcupine Tree
- Nothing Gets Crossed Out — Bright Eyes
- Now I Wanna Sniff Some Glue — The Ramones (solvants type colle)[2]

### P
- Padriac My Prince — Bright Eyes
- People Who Died — Jim Carroll (ODs)
- Pump Up the Valuum — NOFX
- The Punk and the Godfather — The Who

### R
- Road to Joy — Bright Eyes
- Rocketman — Elton John

### S
- Scars, Four Eyes — Sebadoh
- Shake the Dope Out — The Warlocks
- She Cracked — the Modern Lovers (anti-drogue)
- Sentimental — Porcupine Tree
- She's a Rainbow - The Rolling Stones[1]
- Sing in Silence — Sonata Arctica (anti-drogue)
- Sippin on Some Syrup — Three 6 Mafia
- Smell of Petroleum — The Pogues (LSD, Marijuana)
- Strap on That Jammy Pack — Ween
- Stoned — Smash Mouth
- Stoned — Dido
- Stoned Faces Don't Lie — Sir Douglas Quintet  (trafic de drogue)
- Sunday Morning — Velvet Underground

### T
- That Girl Suicide — Brian Jonestown Massacre
- The Center of the World — Bright Eyes (pilules)
- That Smell — Lynyrd Skynyrd (anti-drogue)
- The Dope Show — Marilyn Manson
- The Drugs Don't Work — The Verve[3]
- The Glass Prison — Dream Theater (alcoolisme)
- The New Zero — Rasputina (méthamphétamine ou cocaïne)
- The Old Dope Peddler — Tom Lehrer (humoristique)
- The Root of All Evil — Dream Theater (alcoolisme)
- The Trees Get Wheeled Away — Bright Eyes (alcool, tabac, prescription de pilules)
- The Way We Get By — Spoon
- These Drugs — D-12 (marijuana, cocaïne, ecstasy, champignons hallucinogènes, OTC, autres)
- This Dying Soul — Dream Theater (alcoolisme)
- Tightrope  — Stevie Ray Vaughan (rechute)
- Toujours être ailleurs — Noir Désir (drogues en général)
- Trip At the Brain — Suicidal Tendencies
- Tripping — The Pretty Things (amphétamine, LSD)

### U
- Un éléphant me regarde - Antoine[2]
- Undun — The Guess Who (addiction)

### V
- Vagabond Ways — Marianne Faithfull
- Villiers Terrace — Echo & the Bunnymen (anti-drogue)

### W
- Wasting Time — Kid Rock
- We Are All on Drugs — Weezer
- Welcome to Paradise — Green Day
- Welcome to the Jungle — Guns N' Roses (trafic de drogue)
- Whiskey Lullaby — Brad Paisley
- Whiskey River — Willie Nelson
- White Lightning — George Jones
- Whoops, I OD'd — NOFX (OD)
- Willin — Little Feat (marijuana, amphétamines, vin)
- Wino Junko — Wings

### Y
- You Caught Me Smilin — Sly and the Family Stone (drogues dures)

### Z
- Zoo Station — U2 (protoxyde d'azote)